# Jarnioux
Jarnioux ist eine Commune déléguée in der französischen Gemeinde Porte des Pierres Dorées mit 713 Einwohnern (Stand 1. Januar 2022) im  Département Rhône in der Region Auvergne-Rhône-Alpes.
Die Gemeinde Jarnioux wurde am 1. Januar 2019 in die Commune nouvelle Porte des Pierres Dorées eingegliedert. Sie hat seither den Status einer Commune déléguée. Die Gemeinde Jarnioux gehörte zum Arrondissement Villefranche-sur-Saône und zum Kanton Le Bois-d’Oingt.

## Geographie
Jarnioux liegt rund 27 Kilometer nordwestlich von Lyon und etwa sieben Kilometer westsüdwestlich von Villefranche-sur-Saône im Weinbaugebiet Bourgogne. Umgeben wird Jarnioux von den Nachbargemeinden 
- Cogny im Norden und Nordwesten,
- Lacenas im Norden und Nordosten,
- Porte des Pierres Dorées mit Liergues im Osten und Pouilly-le-Monial im Südosten,
- Theizé im Süden,
- Ville-sur-Jarnioux im Westen.

## Bevölkerungsentwicklung
| Jahr                      | 1962 | 1968 | 1975 | 1982 | 1990 | 1999 | 2006 | 2013 |
| Einwohner                 | 401  | 381  | 377  | 458  | 542  | 537  | 535  | 633  |
| Quelle: Cassini und INSEE |      |      |      |      |      |      |      |      |

## Sehenswürdigkeiten

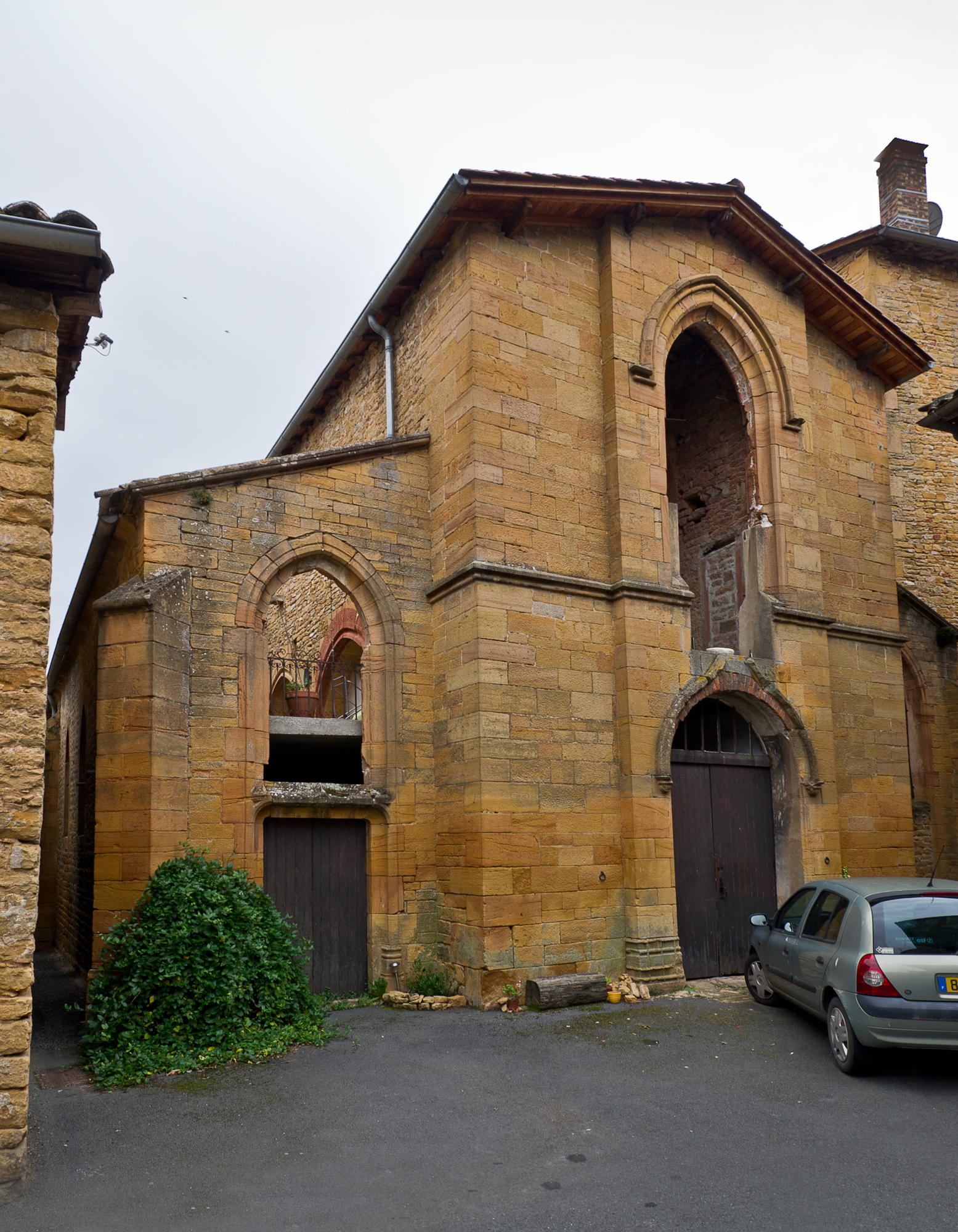
Kirche Sainte-Catherine
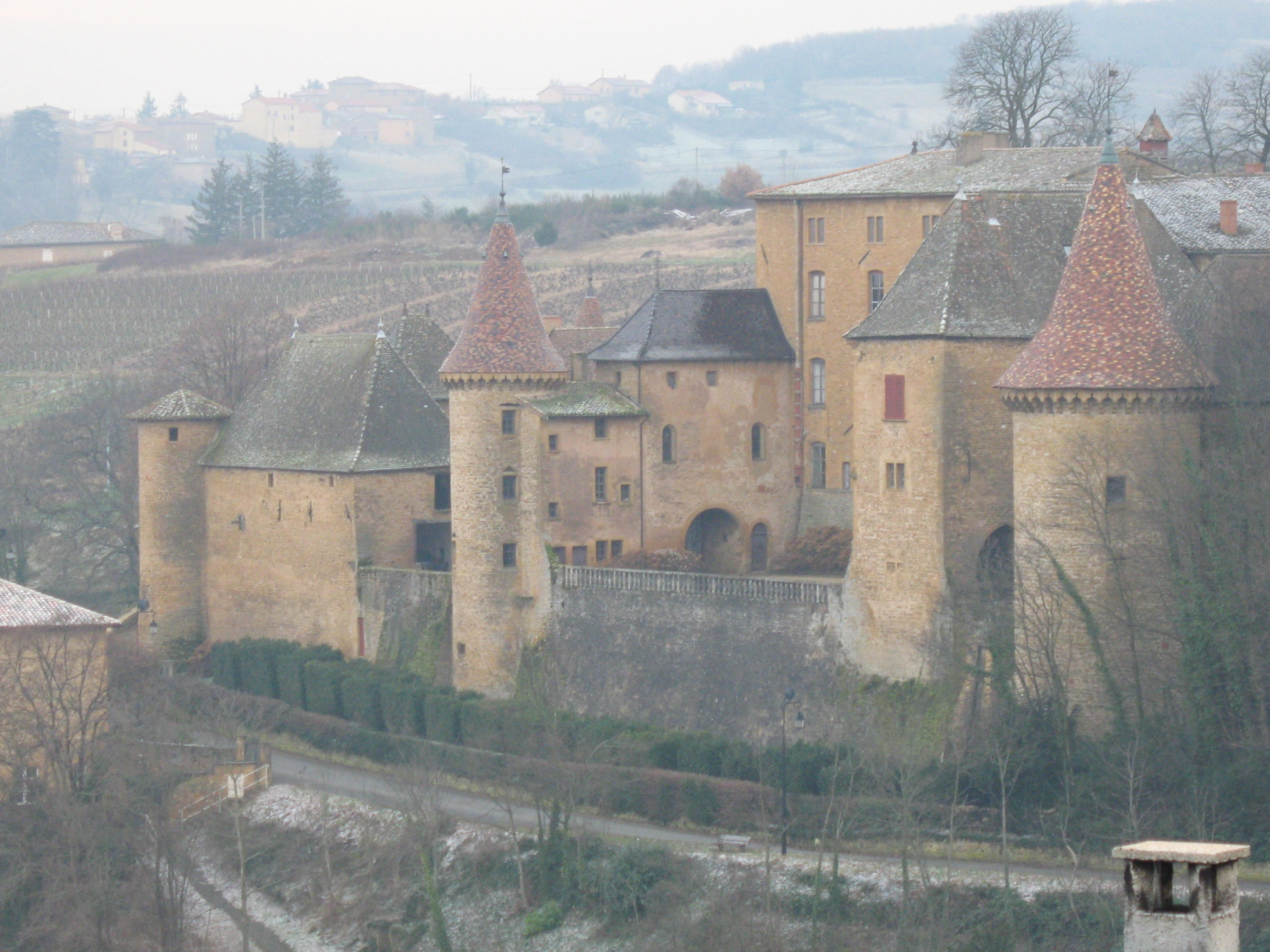
Schloss Jarnioux
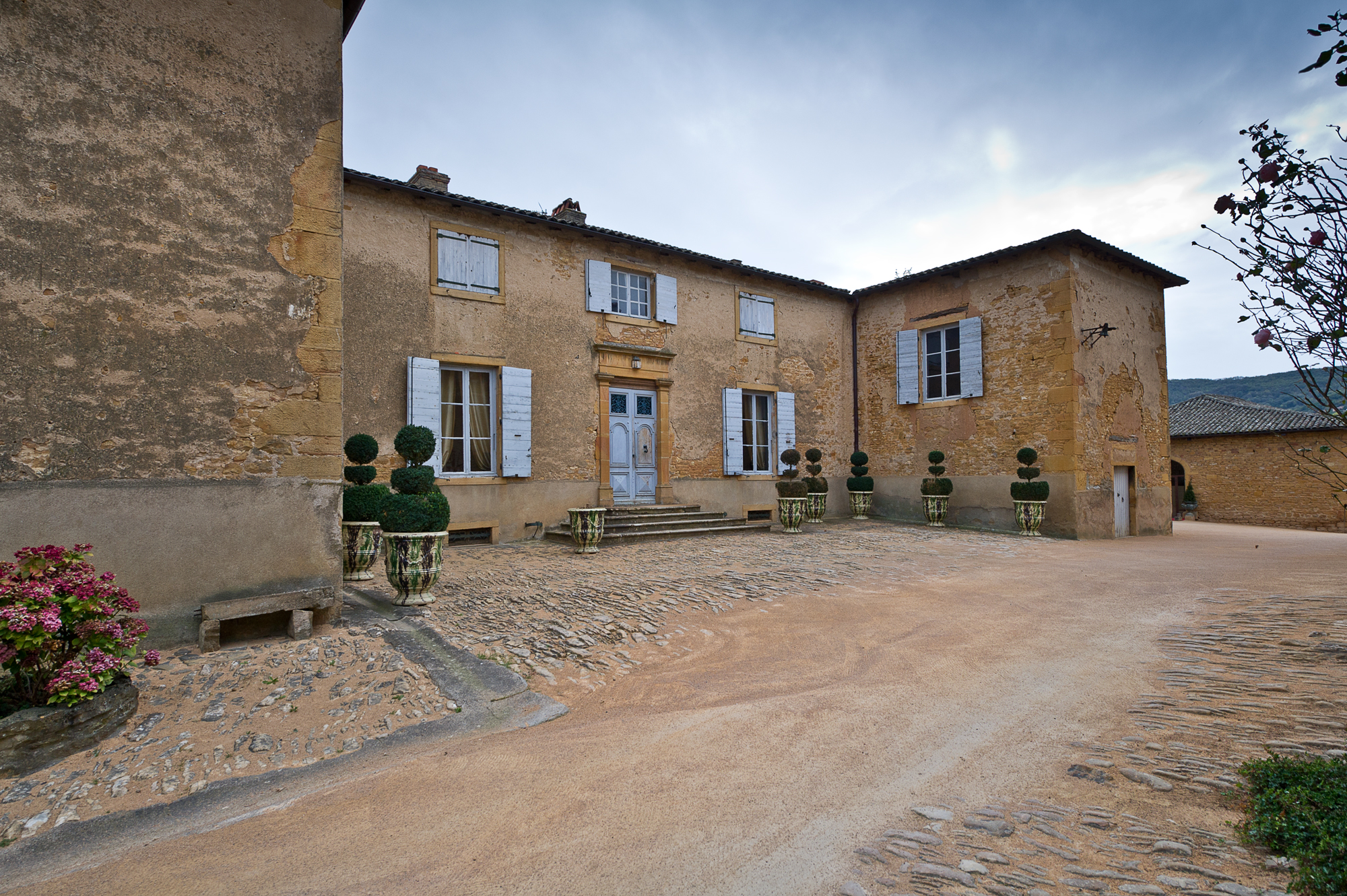
Herrenhaus La Garde

- Kirche Sainte-Catherine
- Schloss Jarnioux
- Herrenhaus La Garde